# Terebra argosyia
Terebra argosyia é uma espécie de gastrópode do gênero Terebra, pertencente a família Terebridae.